# تعزية

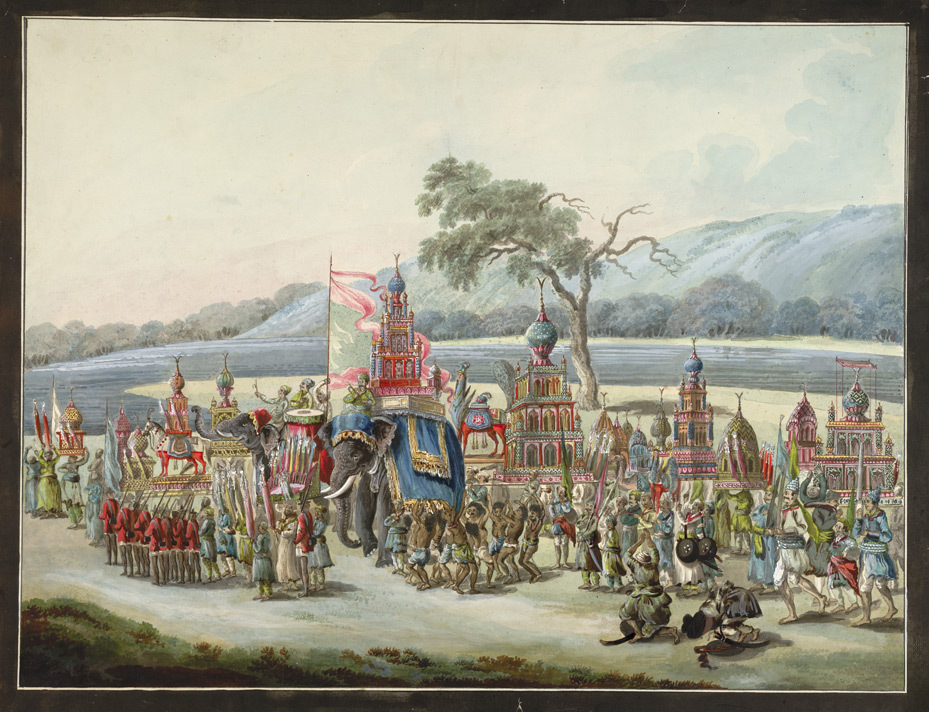
موكب عزاء في الهند 1790-1800م

التَعْزِيَة التصبير وذكر ما يُسلي صاحب الميت ويُخفف حزنه ويهون مصيبته، وذلك لأن التعزية تَفْعِلَة من العزاء؛ وهو الصبر والتصبير ويكون بالأمر بالصبر وبالحث عليه بذكر ما للصابرين من الأجر ويكون بالجمع بينهما وبالتذكير بما يحمل على الصبر.
وفي الحديث عن النبي صلى الله عليه وسلم أنه قال: «من عزى مصاباً فله مثل أجره»، وعنه أنه قال: «مَا مِنْ مُؤْمِنٍ يُعَزِّي أَخَاهُ بِمُصِيبَةٍ إِلَّا كَسَاهُ اللَّهُ سُبْحَانَهُ مِنْ حُلَلِ الْكَرَامَةِ يَوْمَ الْقِيَامَةِ».
والتعزية في الحقيقة ليست تهنئة كما يظُنها بعض العوام، يُحتفَلُ بها ويُوضَع لها القراء والأطعمة!! لا؛ إنما التعزية تسلية وتقوية للمُصاب أن يصبر.

## أحكام التعزية
ألفاظ التعزية
ليس في ألفاظ التعزية شيء محدد، وقال بعض العلماء: يقول المعزي للمسلم: «أعظم الله أجرك، وأحسن عزاءك، وغفر لميتك»، وإن عزى مسلماً بكافر يقول: «أعظم الله أجرك، وأحسن عزاءك» ويمسك عن الدعاء للميت، لأن الدعاء والاستغفار له منهي عنه، وإن عزى كافراً بمسلم قال: «أحسن الله عزاءك، وغفر لميتك»، وحرم بعض العلماء تعزية الكافر؛ لأن فيها تعظيماً للكافر.
أما المعزَّى فيقول: استجاب الله دعاءك، ورحمنا وإياك.
قال أسامة بن زيد: كنا عند النبي صلى الله عليه وسلم فأرسلت إليه إحدى بناته تدعوه وتخبره أن صبياً لها أو ابناً لها في الموت، فقال: للرسول: «ارجع إليها فأخبرها أن لله ما أخذ وله ما أعطى، وكل شيء عنده بأجل مسمى، فمرها فلتصبر ولتحتسب».
وقال الشوكاني: «فينبغي التعزية بهذه الألفاظ الثابتة في الصحيح ولا يعدل عنها إلى غيرها».
تحريم النياحة والندب
والنياحة: هي رفع الصوت بالندب، والندب هو: هو تعداد محاسن الميت، وما يلقون بفقده بلفظ النداء، مثل قولهم: واجبلاه، وسنداه، وانقطاع ظهراه إلى غيرها من الألفاظ.
فالنياحة والندب على الميت محرمان في الإسلام، وكذلك شق الجيوب ولطم الخدود، وحلق الشعر، والأدلة على ذلك كثيرة، فعن المغيرة رضي الله عنه قال: سمعت النبي صلى الله عليه وسلم يقول: «من نيح عليه يعذب بما نيح عليه».

## مجالس التعزية عند الشيعة
هي أماكن يقوم الشيعة فيها بتنظيم الاحتفال بذكر مقتل الحسين بن علي على النحو الذي يتبع عندهم، وهي التي يسمونها الآن «الشبيه» ويُجرَى فيها تمثيل مقتل الحسين ويظهرون في هذه المجالس ما فيه من مظاهر الحزن والبكاء وما يصاحبه من كثرة الأعلام ودق الطبول وغيرهما مما يؤدي إلى تغلغل عقيدة التشيع في أعماق النفوس والضرب على أوتارها الكامنة. ومن تلك الأماكن التي تقام فيها مجالس التعزية عند الشيعة تُعرف ب«الحسينيات».

## التعزية في الأدب العربي
يُروى عن الشافعي أنه قال:
إِنِّي مُعَزِّيك لا أَنِّي على ثِقَةٍ      مِنَ الخُلُود ولكن سُنَّةِ الدِّينِ
فَمَا المُعَزَّى بِبَاقٍ بعد مَيِّتهِ      ولا المُعَزِّي ولو عَاشا إلى حينِ
وكتب رجل إلى بعض إخوانه يعزيه بابنه: «أما بعد: فإن الولد على والده ما عاش حُزَنُ وفِتْنَةُ، فإذا قدمه فصلاة ورحمة، فلا تجزع على ما فاتك من حزنه وفتنته، ولا تضيع ما عوضك الله عز وجل من صلاته ورحمته».
ومات ابن للإمام الشافعي فأنشد من [الطويل]:
وَمَا الدَّهرُ إلاَّ هكَذَا فَاصطَبر لَهُ      رزِيَّةُ مَالٍ أوْ فِراقُ حَبيبِ
وكتب عمر بن عبد العزيز إلى عون بن عبد الله يعزيه على ابنه: أما بعد، فإنا من أهل الآخرة سكنا الدنيا أموات أبناء أموات، فالعجب من ميت كتب إلى ميت يعزيه عن ميت.. والسلام.
وعزى أعرابي رجلاً فقال: لا أراك الله بعد مصيبتك ما ينسيكها.
وقيل إن أعرابياً مات له ثلاثة بنين في يوم واحد فدفنهم وعاد إلى مجلسه فجعل يتحدث كأنه لم يفقد أحداً، فلاموه في ذلك فقال: «ليسوا في الموت ببديع ولا أنا في المصيبة بأوحد ولا هوى للجزع فعلام تلومونني».
وعزى علي بن أبي طالب رضي الله عنه الأشعث بن قيس في ابنه فقال: «إن تحزن فقد استحقت ذلك منك الرحم وإن تصبر ففي الله خلف من كل هالك، واعلم أنك إن صبرت جرى عليك القدر وأنت مأجور، وإن جزعت جرى عليك القدر وأنت موزور، سرك وهو بلاء وفتنة وحَزَنك وهو ثواب ورحمة».
وقد ذكر ذلك أبو تمام في شعره فقال:
وقال علىّ في التعازى لأشعث      وخاف عليه بعض تلك المآثم
أتصبر للبلوى عزاء وخشية       فتؤجر أو تسلو سلو البهائم؟
ويروى أنه مات أخو الحسن البصري فأجهش عليه بالبكاء فقال له رجل، وأنت يا أبا سعيد تبكي! فقال لقد بكي يعقوب يوسف حتى ابيضت عيناه فما عيره الله بذلك.
وقال صلى الله عليه وسلم: «ما كان من العين والقلب فمن الله ومن الرحمة وما كان من اليد واللسان فمن القسوة والشيطان».
وفي صدر الإسلام: جاءت التعازي الشعرية مقطوعات صغيرة بعضها مستقل وبعضها الآخر ضمن قصائد الرثاء. ومن أمثلة التعازي المستقلة قول سعيد بن يربوع يعزى أخته في زوجها- شماس- بموته شهيداً في طاعة الله ومرافقته لحمزة أسد الله:
أقني حياءك في ستر وفى كرم       فإنما كان شماس من الناس
لا تقتلي النفس إذا حانت منيته       في طاعة الله يوم الروع والباس
قد كان حمزة ليث الله فاصطبري       فذاق يومئذ من كأس شماس
ومن نماذج التعازي المشتركة قول عبد الله بن رواحة من قصيدة له رثي فيها حمزة وعزى بني هاشم في مصابهم ودعاهم إلى التحلي بالصبر يقول:
أصيب المسلمون به جميعاً       هناك وقد أصيب به الرسول
أبا يعلى لك الأركان هدّت        وأنت الماجـد البـــرّ الوصول
عليك سلام ربك في جنان       مخالطها نعيم لا يــزول
ألا يا هاشم الأخيار صبراً       فكل فعالكم حسن جميل
رسول الله مصطبر كريم       بأمر الله ينطق إذا يقول
   وفي العصر الأموي ظهرت القصيدة المتفردة بالتعزية إلى جانب المقطوعة المستقلة بهذا الموضوع، يقول أحد شعراء العصر الأموي معزياً ابن عم له في والده مستمدا تعزيته من حتمية الموت وحلوله بكل حي:
وأن أخاك الكاره الورد وارد       وأنك مرآى من أخيك ومسمع
وأنك لا تدرى بأية بلدة       صداك ولا عن أي جنبك تصدع
أتجزع إن نفس أثارها حمامها       فهلا التي بين جنبيك تـدفـع
وجمع بعض الشعراء في هذا العصر بين التعزية والتهنئة وأول من جمع بينهما – عبد الله بن همام السلولى- فقد ذكر صاحب العقد الفريد أن معاوية بن أبي سفيان مات ويزيد غائب ثم قدم من يومه ذاك فلم يقدم أحد على تعزيته حتى دخل عليه عبد الله بن همام فدعاه إلى الصبر على الرزية وحمد الله على العطية (الخلافة) فقال:
اصبر يزيد فقد فارقت دامقة       واشكر بلاء الذي بالملك حاباك
لا رزء أعظم في الأقوام نعمة       كما رزئت ولا عقبـى كعقبـاكا
أصبحت راعي أهل الدين كلهم       فأنت ترعــاهم والله يـرعاك
وفي معاوية الباقي لنا خلف       إذا نعيت ولا نسمع بمنعاكا
ومن نماذج أدب التعازي في العصر العباسي ما كتبه – إبراهيم بن يسار – إلى – المأمون- يعزيه في أحد أبنائه: «أما بعد فإن أحق من عرف الله فيما أخذ منه من عظم حق الله فيما بقاه له واعلم أن الماضي قبلك هو الباقي لك، وأن الباقي بعدك هو المأجور فيك وأن أجر الصابرين فيما يصابون له أعظم من النعمة عليهم فيما يعانون منه».
وفي زمن الخليفة المعتصم أصابت وصيف التركي والي الشام مصيبة، فركب إليه محمد بن عبد الملك الزيات فعزاه بأخبار وأشعار وأمثال. ثم أصيب الزيات بمصيبة فركب إليه وصيف وقال: يا أبا جعفر، أنا رجل أعجمي لا أدري ما أقول، ولكن انظر ما عزيتني به ذلك اليوم فعز به نفسك الآن. فاستظرف الناس كلامه.
وسُنة الله في خلقه: جمع ثم شتات ولقيا، ثم افتراق ثم سلوى. ومن هذين كل الحادثات. قال أحمد شوقي في وصف هذه السُنة التي تساوى فيها الخلائق معزياً نفسه:
خلقنا للحياة وللممات       ومن هذين كل الحادثات
ومن يولد يعش ويمت كأن لم       يمـر خيالـه بالكائنات
هي الدنيا.. قتال نحن فيه       مقاصد للحسام وللقنـاة